# Carlos Carbonell Gil
Carlos Carbonell Gil més conegut com a "Tropi" (València, 12 de maig de 1995) és un futbolista valencià que juga com a migcampista defensiu al club CE Atlètic Balears de la Primera Divisió RFEF.

## Carrera
Format a l'escola del València Club de Futbol, es va proclamar campió de la Divisió d'Honor Juvenil d'Espanya 2013-14 en el grup VII amb el tècnic Rubén Baraja, i en estiu de 2014 ascendeix, juntament amb altres companys, al primer filial valencianista, el València Mestalla entrenat per Curro Torres per disputar la temporada 2014/15
Prompte aconseguí la titularitat en el Mestalleta, i al gener del 2015, després d'una reunió de l'entrenador Nuno Espírito Santo i el mànager esportiu Rufete, el tècnic portuguès va anunciar que tant Tropi com Salva Ruiz pujaven al primer equip. Després de diverses convocatòries amb el primer equip, va debutar en Primera Divisió el 20 de març de 2015 en la jornada 28 contra l'Elx CF en l'estadi Martínez Valero, substituint en els últims minuts al capità Dani Parejo i protagonitzant a més en una bona ocasió de perill que va desembocar en un servei de cantonada que va conduir al definitiu 0-4. El 25 de juliol de 2016, fou cedit a l'AD Alcorcón de Segona Divisió per dos anys.
L'11 de juliol de 2017, Tropi va fitxar pel Lorca FC també de segona divsió. Va deixar València el 30 de juny de l'any següent, perquè no se li va renovar el contracte, i en va signar un per un any amb el Recreativo de Huelva el 15 d'agost.
El 19 de juliol de 2019, Tropi va signar per dos anys amb l'Atlètic de Madrid B de Segona B. L'any següent, el setembre de 2020, va signar amb la UCAM Murcia.
El 27 de gener de 2022, Tropi va marxar al club CF Rayo Majadahonda de Primera Divisió RFEF.
El gener de 2023, Tropi va fitxar pel CE Atlètic Balears amb contracte fins a final de temporada.